# Ефект Примакова

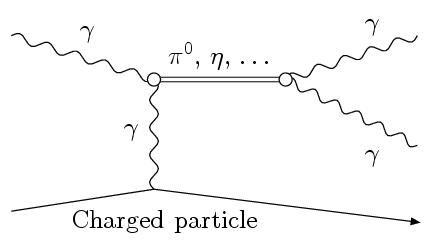
Фейнмановська діаграма, що описує ефект Примакова.

Ефект Примакова (англ. Primakoff effect) — резонансне перетворення фотону в статичному електричному або магнітному полі (наприклад, в полі ядра) в масивну нейтральну псевдоскалярну частку (наприклад, нейтральний піон, ета-мезон, Аксіон). Названий по імені Генрі Примакова (1914–1983). Частинки, які можуть народжуватися за рахунок ефекту Примакова, здатні розпадатися на два фотони і конвертуватися в фотон в електромагнітному полі (зворотний ефект Примакова); фактично і прямий, і зворотний ефект Примакова описуються вершиною на Фейнмановській діаграмі, що зв'язує псевдоскаляр з двома фотонами.
Ефект Примакова використовувався для вимірювання часу життя нейтральних псевдоскалярних мезонів.
Якщо гіпотетичний Аксіон існує, то ефект Примакова призводить до виникнення оптичних властивостей (подвійне променезаломлення, дисперсія) у вакуума в магнітному або електричному полі в зв'язку з конверсією фотона у віртуальний Аксіон і назад. На ефекті Примакова (прямому і / або зворотному) засновано багато експериментів з пошуку Аксіона, наприклад CAST.